# 7e cérémonie des David di Donatello
La 7e cérémonie des David di Donatello s'est déroulée le 29 juillet 1962. 

## Palmarès
- Meilleur acteur :
  - Raf Vallone pour Vu du pont
- Meilleur acteur étranger :
  - Spencer Tracy pour Jugement à Nuremberg
  - Anthony Perkins pour Aimez-vous Brahms ?
- Meilleure actrice étrangère :
  - Audrey Hepburn pour Diamants sur canapé
- Meilleur réalisateur :
  - Ermanno Olmi pour Il posto
- Meilleur producteur :
  - Dino De Laurentiis pour Une vie difficile ex æquo avec
  - Angelo Rizzoli pour Mondo cane
- Meilleur producteur étranger :
  - Stanley Kramer pour Jugement à Nuremberg

- David spéciaux :
  - Lea Massari pour Une vie difficile
  - Marlene Dietrich pour Jugement à Nuremberg